# Хосе Хоакін де Еррера
Хосе Хоакін де Еррера (ісп. José Joaquín de Herrera, 23 лютого 1792, Халапа — 10 лютого 1854, Такубая (зараз частина Мехіко)) — помірний мексиканський політик, що тричі займав посаду президента Республіки (у 1844, 1844-45 і 1848-51 роках) та служив генералом мексиканської армії протягом Американо-мексиканської війни.